# In His Infernal Majesty’s Service
In His Infernal Majesty’s Service – szósty album studyjny szwedzkiego zespołu muzycznego Witchery. Wydawnictwo ukazało się 25 listopada 2016 roku nakładem wytwórni muzycznej Century Media Records. Nagrania zostały zarejestrowane w szwedzkim Dug Out Studio wraz z producentem muzycznym Danielem Bergstrandem, znanym m.in. ze współpracy z zespołami Behemoth i Meshuggah.

## Lista utworów
Opracowano na podstawie materiału źródłowego.
| Nr  | Tytuł utworu                 | Długość |
| --- | ---------------------------- | ------- |
| 1.  | „Lavey-athan”                | 03:20   |
| 2.  | „Zoroast”                    | 02:34   |
| 3.  | „Netherworld Emperor”        | 03:03   |
| 4.  | „Nosferatu”                  | 03:41   |
| 5.  | „The Burning of Salem”       | 04:23   |
| 6.  | „Gilded Fang”                | 02:31   |
| 7.  | „Empty Tombs”                | 04:13   |
| 8.  | „In Warm Blood”              | 03:48   |
| 9.  | „Escape from Dunwich Valley” | 04:09   |
| 10. | „Feed the Gun”               | 03:02   |
| 11. | „Oath Breaker”               | 03:02   |
| 12. | „Eye for an Eye”             | 03:48   |
| 13. | „Cloak and Dagger”           | 02:55   |
|     |                              | 44:29   |